# 天安東南警察署
天安東南警察署（チョナントンナムけいさつしょ）は、忠南地方警察庁所管の警察署である。

## 管轄区域
- 天安市のうち東南区

## 沿革
- 2008年12月30日- 天安警察署から分離して開署

## 管轄派出所
- 新安派出所
- 院城派出所
- 文城派出所
- 日峰派出所
- 南山派出所
- 木川北面派出所
- 並川東面派出所
- 修身城南派出所
- 広徳豊歳派出所

## 管轄治安センター
- 北面治安センター
- 東面治安センター
- 城南治安センター
- 豊歳治安センター